# یواس‌اس ماندان (وای‌تی‌بی-۷۹۴)
یواس‌اس ماندان (وای‌تی‌بی-۷۹۴) (به انگلیسی: USS Mandan (YTB-794)) یک کشتی بود که طول آن ۱۰۹ فوت (۳۳ متر) بود. این کشتی در سال ۱۹۶۵ ساخته شد.